# Государственный музей истории и культуры Кашкадарьинской области
Государственный музей истории и культуры Кашкадарьинской области (узб. Qashqadaryo viloyat tarixi va madaniyati davlat muzeyi) — культурно-просветительское учреждение истории и культурной жизнью Кашкадарьинской области, расположенное в городе Карши Узбекистана. Действует с 1975 года. Хранятся более 38 000 экспонатов.

## История
Государственный музей истории и культуры Кашкадарьинской области действовал с 1975 по 2007 год в медресе Ходжи Абдулазиза, построенном в 1909 году. В начальный период действовало 3 отдела: «Дореволюционный период», «Постреволюционный период» и «Природоохранные отделы». В 1992 году разделы «До революции» и «После революции» были преобразованы в раздел «История». С этого года в крепости «Слава» в Карши была создана кафедра «Народно-прикладное искусство», а в 1995 году кафедра «Труд и слава». Этот раздел зарегистрирован с 2003 года как раздел «Память и ценность».
На основании постановления Кабинета Министров Республики Узбекистан № 452 от 24 сентября 2004 года о подготовке и проведении 2700-летия города Карши функционирует краеведческий музей Кашкадарьинской области. Медресе также было включено в программу реконструкции, и были проведены ремонтные работы. Все экспонаты музея были размещены в здании рядом с медресе (в фонде).
В марте 2005 года в фойе областного музыкально-драматического театра имени М. Тошмухаммедова была организована музейная экспозиция.
В марте-июле 2005 года при реставрации мечети «Одина» в городе Карши было обнаружено более 50 древних артефактов, археологические находки, различные изразцы, узоры, дверь из тутового дерева, датируемая XIV веком. С 23 февраля 2007 года музей продолжил свою деятельность в новом здании, расположенном на территории парка культуры и отдыха им. А. Навои. Выставка, посвященная 2700-летию города Карши, подготовлена совместно с фондом «Международная поддержка узбекско-греческой культуры».

## Коллекция
Сегодня в музее 3 отдела: «История», «Народно-прикладное искусство» и «Научное образование». Фонд музея содержит более 38 000 цветных изображений, графику, скульптуру, нумизматику, археологию, народное творчество, фотографии, документы, предметы быта и этнографии.

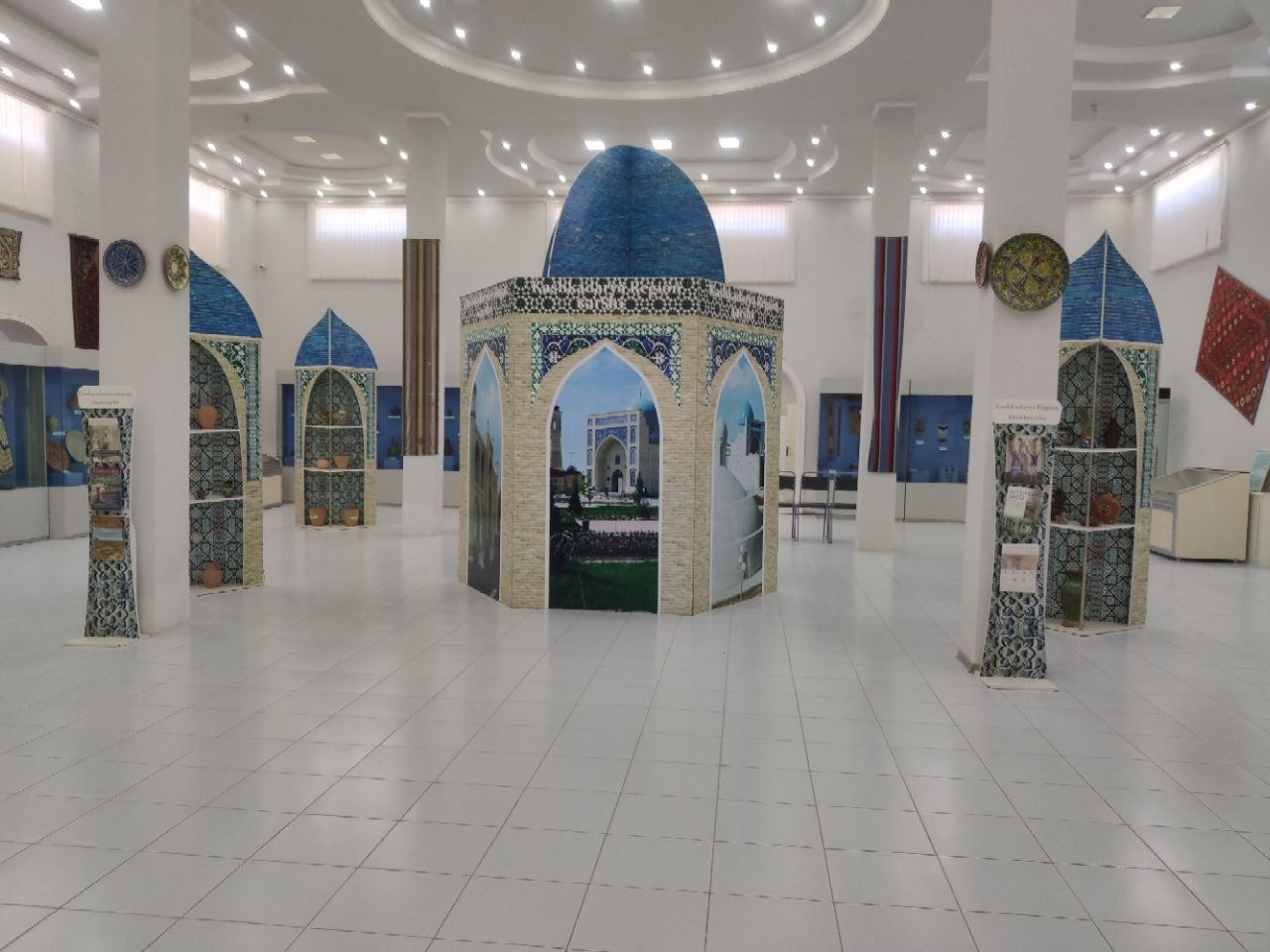
Внутренний вид Государственного музея истории и культуры Кашкадарьинской области

Кроме того, в фонде музея собрано более ста уникальных картин польского художника Апельбаума в 1947—1957 годов. В указанные периоды художник изображал архитектурные памятники Кашкадарьи и Шахрисабзского оазиса, их элементы, декоративные формы, образцы своего творчества, предметы быта на своих картинах в художественных формах.
В коллекцию предметов народного творчества входят украшения, посуда, русские иконы. Любопытна дверь ворот усыпальницы Ходжи Убайдуллы Джарроха в Карши (XVIII в.) и цепь (начало XX в.) из меди.
Особое внимание уделяется произведениям гончарной школы, которая развивалась в Кашкадарьинской области с древних времен. В музее также представлены образцы керамики, изготовленной мастерами Китабской гончарной школы в 50-х и 60-х годах 20 века. Имеется одежда в иракском стиле в Шахрисабзском и Китабском районах Кашкадарьи. В нумизматическом отделе музея хранятся серебряные, медные монеты, бумажные деньги и медали. Медные монеты охватывают период с 6 века нашей эры до 15 века нашей эры, в том числе редкая медная монета 6 века нашей эры, на которой изображен правитель города Насаф.

## Каталог
В 2004 году на основе рукописей, собранных в Государственном музее истории и культуры Кашкадарьинской области, в Риме был издан «Каталог восточных рукописей в Краеведческом музее Кашкадарьинской области» на французском языке. В каталоге авторы описали более пятидесяти рукописей, связанных с историей и культурой нашей страны, а также важными вопросами научного и просветительского значения.